# Urejanje z navadnim izbiranjem
Urejanje z navadnim izbiranjem (angleško Selection sort) je algoritem za urejanje podatkov. 

## Delovanje
Deluje tako, da v neurejenem delu tabele najdemo najmanjši element in ga vstavimo na konec urejenega dela tabele.

## Zahtevnost
Časovna zahtevnost algoritma je v vedno {\displaystyle O(n^{2})}, prostorska zahtevnost pa je {\displaystyle O(1)}, saj urejamo na mestu.

## Psevdokoda
```
  
for
(
i
 
=
 
0
;
 
i
 
<
 
length
(
tabela
);
 
i
++
)
 
{

    
int
 
min
 
=
 
i
;

    
for
(
j
 
=
 
i
+
1
;
 
j
 
<
 
length
(
tabela
);
 
j
++
)

      
if
 
(
tabela
[
j
]
 
<
 
tabela
[
min
])
 
{

        
min
 
=
 
j
;

      
}

      
zamenjaj
(
i
,
 
min
);

    
}

```